# Marcus Webb
Marcus Lataives Webb, né le 9 mai 1970 à Montgomery, est un joueur américain de basket-ball.

## Biographie
Marcus Webb est formé à l'université d'Alabama. En 1992, il est drafté en 28e position en CBA mais rejoint finalement la NBA. Marcus Webb joue, le temps d'une saison, pour les Celtics de Boston. Son salaire est de 140 000 dollars. Il tourne alors en NBA à 4,3 points et 1,1 rebond par match. Puis par la suite, il rejoint le club de Puerto Rico, Los Tainos de Cabo Rojo et ses statistiques sont de 20,8 points, 11,3 rebonds et 2,1 interceptions par match. Il s'engage ensuite avec Pau lors de la saison 1993-1994. À l’Élan béarnais, Marcus Webb démontre qu'il a le niveau européen. Il est l'auteur d'une bagarre avec Franck Butter. Par la suite, il voyage encore, notamment il joue durant deux saisons au CSKA Moscou (1996 à 1998). En 2004-2005, Marcus Webb effectue sa dernière saison professionnelle.

## Palmarès
- 1996-1997 : Champion de Russie avec le CSKA Moscou.
- 1997-1998 : Champion de Russie avec le CSKA Moscou.

## All-star game
- 1994 : Participe au All-Star game LNB, à Tours avec les All-Stars étrangers.